# 모리스 앙드레

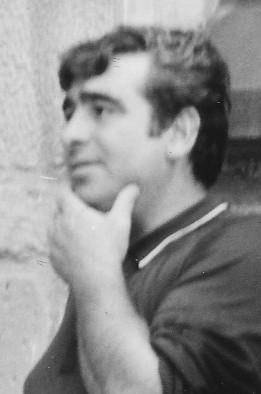

모리스 앙드레(Maurice André, 1933년 5월 21일 - 2012년 2월 25일)는 클래식 프랑스 트럼펫 연주자이다.
그는 파리 국립 음악원의 트럼펫 교사였으며 그곳에서 특히 바로크 레퍼토리를 위한 피콜로 트럼펫 교육을 소개했다. 악기의 많은 혁신에 영감을 준 그의 뛰어난 기술적 숙달과 깊은 예술적 감각은 50년 동안 트럼펫을 전 세계적으로 대중화하는 데 기여했다.
모리스 앙드레는 당대의 가장 저명한 지휘자들과 함께 레퍼토리의 위대한 협주곡을 연주하고 녹음했다.

## 전기
그는 광부 집안 출신이다. 1944년 그는 2년 동안 음악 이론을 배우기 시작했으며 겸손한 혈통의 아버지에게 주는 상 선물인 자신의 첫 코넷을 만지기도 했다. 그는 트럼펫을 배우기 시작하면서 14세에서 18세 사이에 광산으로 내려갔고, 그의 아버지 마르셀 장 앙드레(Marcel-Jean André)는 그의 첫 스승으로 클래식 음악을 아주 좋아했다. 그의 형인 Raymond도 트럼펫 연주자이며 비발디의 두 트럼펫을 위한 협주곡과 같이 콘서트와 녹음을 함께 할 것이다.
그 후 알레스 도살장의 비서-회계사이자 메리 프랑캥 의 전 트럼펫 학생이었던 레옹 바르텔레미가 젊은 모리스 앙드레의 첫 번째 음악 연구를 안내했다.
1951년 파리 음악원에서 8트럼펫 연주자로 자리를 잡았다. 1952년 코넷 부문에서 1등상을, 이듬해에 트럼펫 부문에서 1등상을 수상했다. 그는 파리 음악원 관현악단에 합류했다. 빠르게 그는 한 세대의 프랑스 트럼펫 연주자의 뛰어난 인물로 자리 잡았다. : 그는 라무뢰 오케스트라 (1953-1960), ORTF 필하모닉 오케스트라 (1953-1963), 오페라 코미크 (1962-1967)에서 수석 트럼펫 연주자였다 .
1953년 가을, 그는 이탈리아 작곡가들이 참여한 Jean-François Paillard 오케스트라와 그의 첫 번째 디스크를 Erato에서 녹음했다.

1955년 제네바에서 열린 국제 음악 콩쿠르에서 1위를 차지했다. 그는 솔리스트로 연주 했고 1963년 ARD 뮌헨 국제 음악 콩쿠르에서 1위를 차지한 후 국제적으로 경력을 시작했다. 그는 처음에 심사위원단의 일원이 되라는 요청을 받았지만 이전에 이 대회에 참가한 적이 없는 후보자로 참가하는 것을 선호했다는 점에 유의해야 한다. 선택은 신속하게 이루어졌다 ). 이 두 콩쿠르의 성공 후, 그는 솔리스트로서 가장 위대한 지휘자 들의 초청을 받게 될 것이다.
1980년 Jacques Chancel의 프로그램인 Le Grand Échiquier가 그에게 문을 열었고 매우 크고 젊은 청중이 그의 음악적 표현을 발견했다. 이 쇼의 성공은 8년 후의 경험을 새롭게 할 것이다. 같은 해, 그는 1988년 앨범 Le Meilleur de moi-moi  를 홍보하는 데 도움이 된 Jacques Martin 이 주최한 Dimanche Martin 프로그램에 참여하여 널리 대중화되었다.
그의 기록 활동이 인상적이다. : 그는 Jean-François Paillard 실내 오케스트라와 함께 만든 거의 50개를 포함하여 255개 이상의 녹음을 했다.
성공으로 가득 찬 경력에도 불구하고 Maurice André는 모든 콘서트나 TV 쇼에서 언급하는 겸손한 출신을 결코 잊지 않았다. 특히 그는 위대한 고전 협주곡과 같은 엄격함으로 많은 대중가요를 녹음했다.

그는 Presles-en-Brie에서 수년 동안 살았으며 그곳에서 그의 이름을 따서 공립학교에 보냈다. 그런 다음 그는 바스크 지방의 Urrugne 로 은퇴하여 두 개의 트럼펫 사이에 나무 조각을 연습했다. 그는 Rubén Simeó 와 같은 유망한 젊은 트럼펫 연주자들에게 마스터 클래스를 계속 제공했다.
2003년, 금관 악기 전문 잡지인 Brass Bulletin 은 XX 세기 최고의 금관악기 연주자 12인을 정의하기 위해 음악가를 대상으로 국제 설문조사를 실시했다. . 모리스 앙드레(Maurice André)가 848표로 1위에 올랐다.

## 참고 및 참조
1. 1 2  “Mort de Maurice André, trompettiste virtuose”. 《LEFIGARO》 (프랑스어). 2012년 2월 26일. 2021년 10월 28일에 확인함.
2. ↑  In Maurice André intime.